# Andrés Balanta
Andrés Felipe Balanta Cifuentes (* 18. Januar 2000 in Cali, Kolumbien; † 29. November 2022 in San Miguel de Tucumán, Argentinien) war ein kolumbianischer Fußballspieler, der vornehmlich als Abwehr- und defensiver Mittelfeldspieler agierte.

## Karriere
Balanta entstammte der Jugend von Deportivo Cali. Dort avancierte der Defensivspieler zum Juniorennationalspieler, mit der kolumbianischen U-17-Nationalmannschaft nahm er an der U-17-Weltmeisterschaft 2017 teil. Im Achtelfinale scheiterte er mit der Mannschaft an Deutschland, Doppeltorschütze Fiete Arp, Yann Aurel Bisseck und John Yeboah schossen einen 4:0-Erfolg für das europäische Team heraus. Im selben Jahr gewann er mit der Auswahl den Titel bei den Juegos Bolivarianos.
Im folgenden Jahr debütierte Balanta für Deportivo Cali im Erwachsenenbereich, für den Klub lief er in den folgenden Jahren regelmäßig in der Categoría Primera A auf. In der Spielzeit 2021 gewann er mit der Mannschaft in der Finalización den Meistertitel, unter Trainer Rafael Dudamel kam er bei den Endspielen gegen Deportes Tolima nur beim 2:1-Rückspielerfolg als Einwechselspieler zum Einsatz. Im Juni 2022 wechselte er auf Leihbasis bis Juni 2023 zum argentinischen Erstligisten Atlético Tucumán.

## Erfolge
- Sieger des Fußballturniers bei den Juegos Bolivarianos: 2017
- Kolumbianischer Meister: 2021

## Tod
Am 29. November 2022 brach Balanta während einer Trainingseinheit aufgrund eines Herz-Kreislauf-Stillstands zusammen. Er wurde in ein Krankenhaus in San Miguel de Tucumán eingeliefert, konnte jedoch nicht mehr wiederbelebt werden.